# Балада о предвечерју
Балада о предвечерју је југословенски ТВ филм из 1973. године. Режирао га је Зоран Предић а сценарио је написао Милош Николић.

## Улоге
| Глумац           | Улога |
| ---------------- | ----- |
| Стеван Раичковић | Лично |